# Chiesa della Madonna Pellegrina (Rovereto)
La chiesa della Madonna Pellegrina si trova nella frazione di San Giorgio a Rovereto e risale al XIII secolo.

## Storia

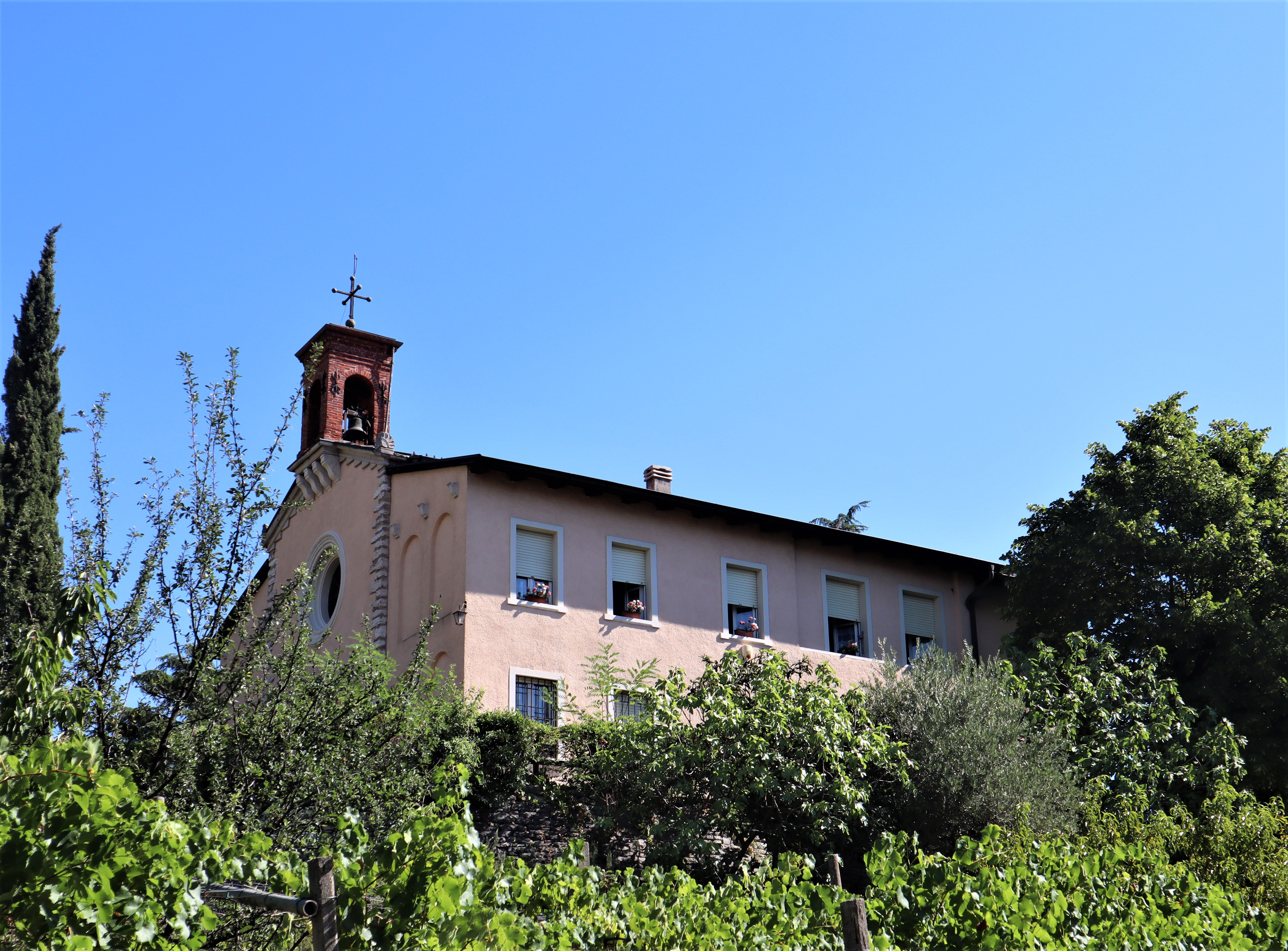
Vista da sud ovest

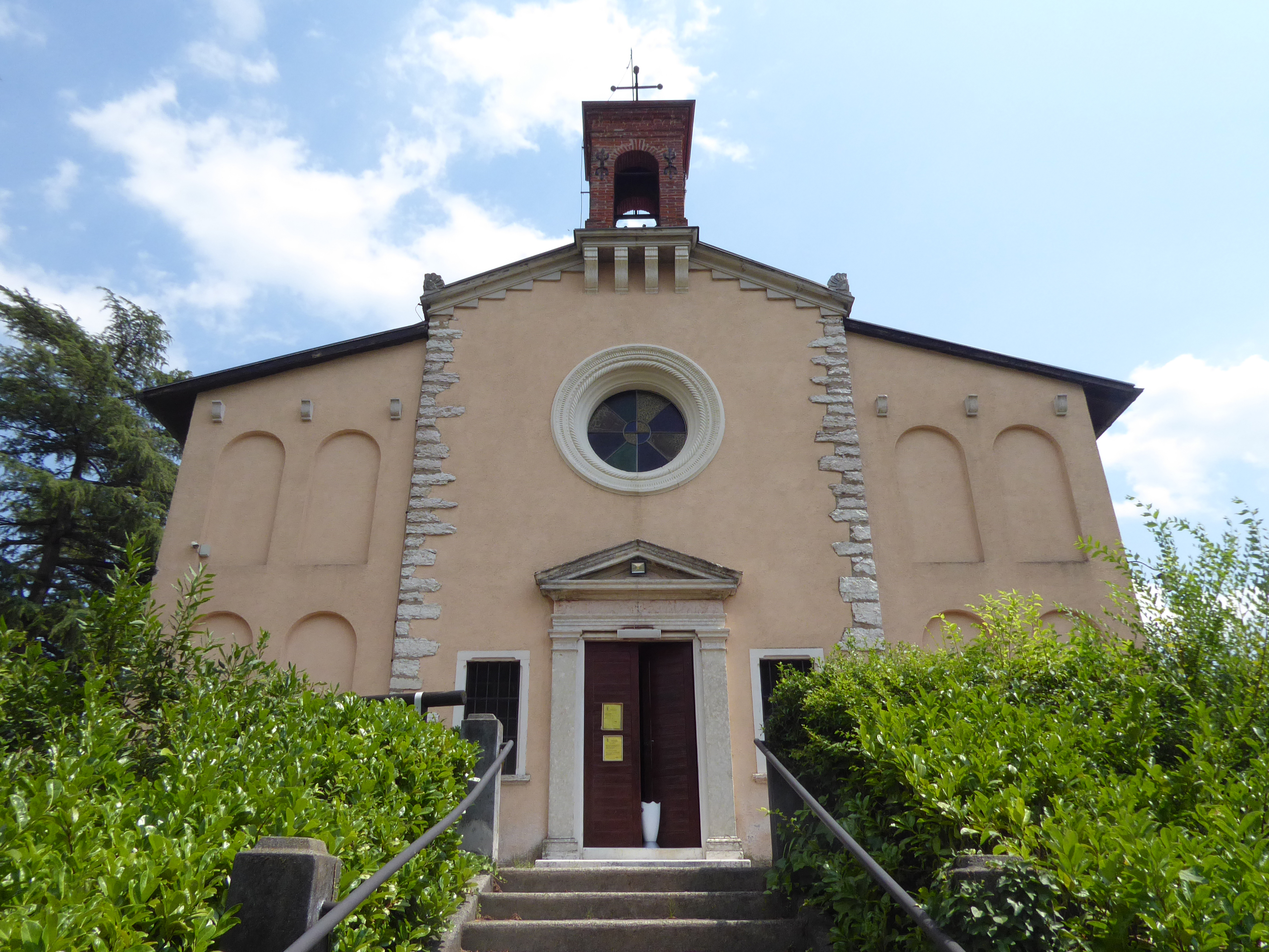
Facciata

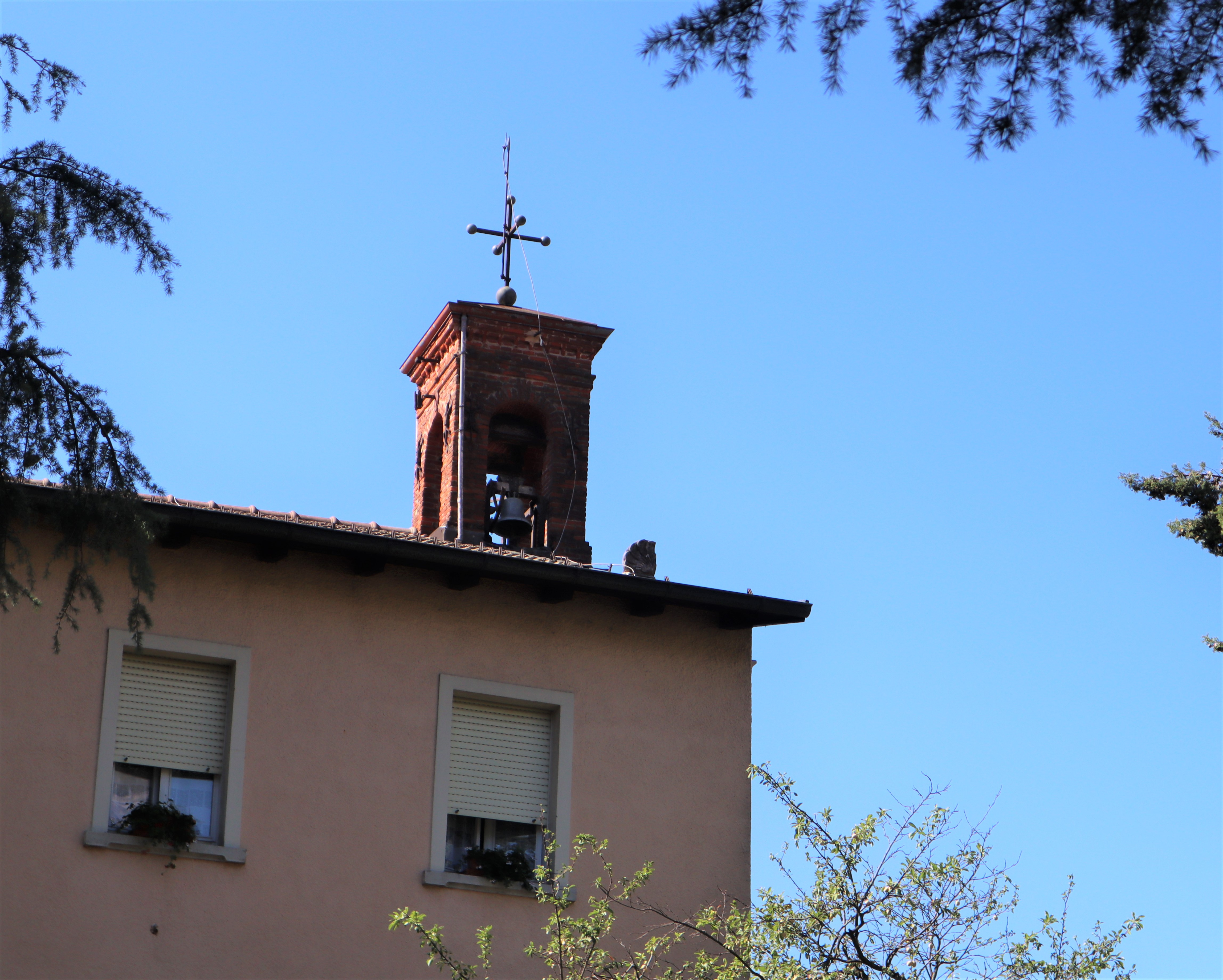
Particolare col campaniletto

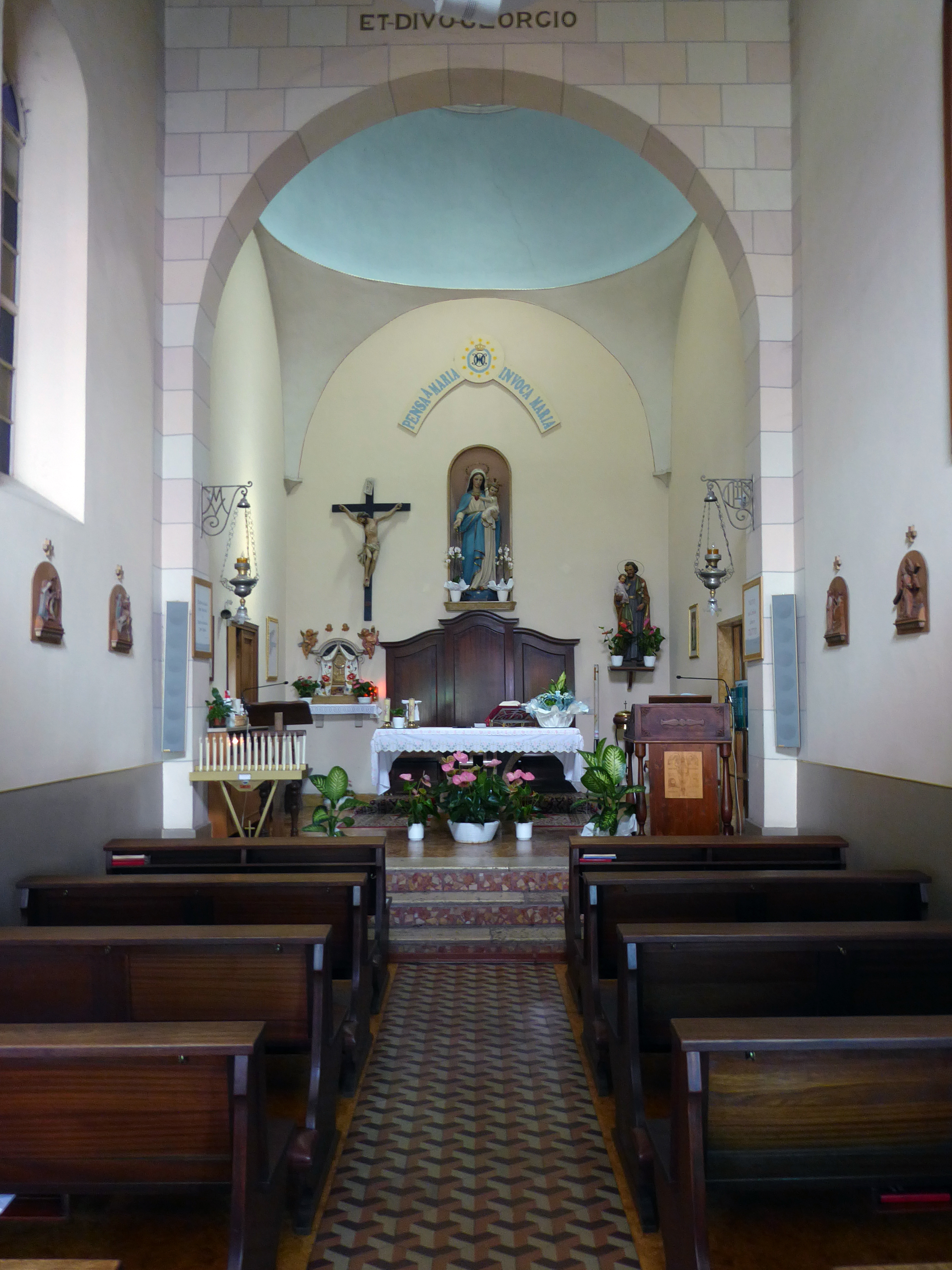
Interno

La costruzione del primo luogo di culto, che ebbe dedicazione a San Giorgio, dovrebbe risalire ad un periodo compreso tra il 1250 e il 1301. Tra il 1600 e il 1623 viene ricordata la presenza sul luogo di custodi, probabilmente eremiti. Il tempio fu oggetto di interventi alle coperture e agli arredi interni nel 1624. Nel 1766 eventi atmosferici danneggiarono la struttura. A partire dal 1800 venne in parte ristrutturata e fu eretta anche una torre campanaria, in precedenza assente. La solenne consacrazione venne celebrata a lavori ultimati, nel 1868, e tale cerimonia venne probabilmente ripetuta nel 1891. All'inizio del XX secolo lentamente la chiesa cadde in stato di abbandono e fu temporaneamente sospesa dal culto e venne poi nuovamente riaperta nel 1908. Nuovi lavori vennero realizzati negli anni trenta del XX secolo e subito dopo la fine della seconda guerra mondiale entrò tra le proprietà della congregazione degli Oblati di Maria Vergine. Venne elevata a dignità di chiesa parrocchiale nel 1969, l'anno successivo fu oggetto di adeguamento liturgico e quando fu eretta la nuova chiesa della frazione, nel 2012, il tempio venne dedicato alla Madonna pellegrina e anche la sede della parrocchia passò alla nuova chiesa.

## Descrizione

### Esterni
Il tempio si trova in posizione elevata posta su un dosso in posizione dominante nella frazione di San Giorgio a Rovereto e mostra orientamento tradizionale verso est. La facciata mostra due spioventi e al centro, in alto, si trova il piccolo campanile che si apre con quattro aperture a monofora. Il portale principale è in pietra, architravato e con un frontone triangolare. Ai lati vi sono due finestre rettangolari con inferriate e sopra, in asse, il rosone strombato porra luce alla sala. A tutti i lati dell'edificio sacro sono affiancate strutture abitative con finestre.

### Interni
La navata interna è unica ad una sola campata. Dall'arco santo si accede al presbiterio leggermente elevato e ai lati vi sono le porte che permettono di entrare in vari locali del tempio..